# Sucre (delstat)
Sucre er en af Venezuelas 23 delstater beliggende i den nordlige del af landet ud til det Caribiske Hav. Delstaten er yderligere inddelt i 15 kommuner og 54 sogn.
Delstaten har fået sit navn efter den venezuelanske marskal Antonio José de Sucre, der var en af heltene i herren, der kæmpede for Sydamerikas uafhængighed. Han var født i delstatens hovedstad, Cumaná.
10°33′N 63°12′V / 10.55°N 63.2°V